# 萊茵體育場
萊茵體育場(德語：Rheinstadion)是一座位於德國杜塞道夫的多功能體育場。其曾為1974年國際足總世界盃、1988年歐洲國家盃的比賽場館之一。
萊茵體育場也曾作為歐洲美式足球聯盟萊茵火焰的主場場地，並在2002年進行冠軍賽過後不久即被拆除。

## 歷史

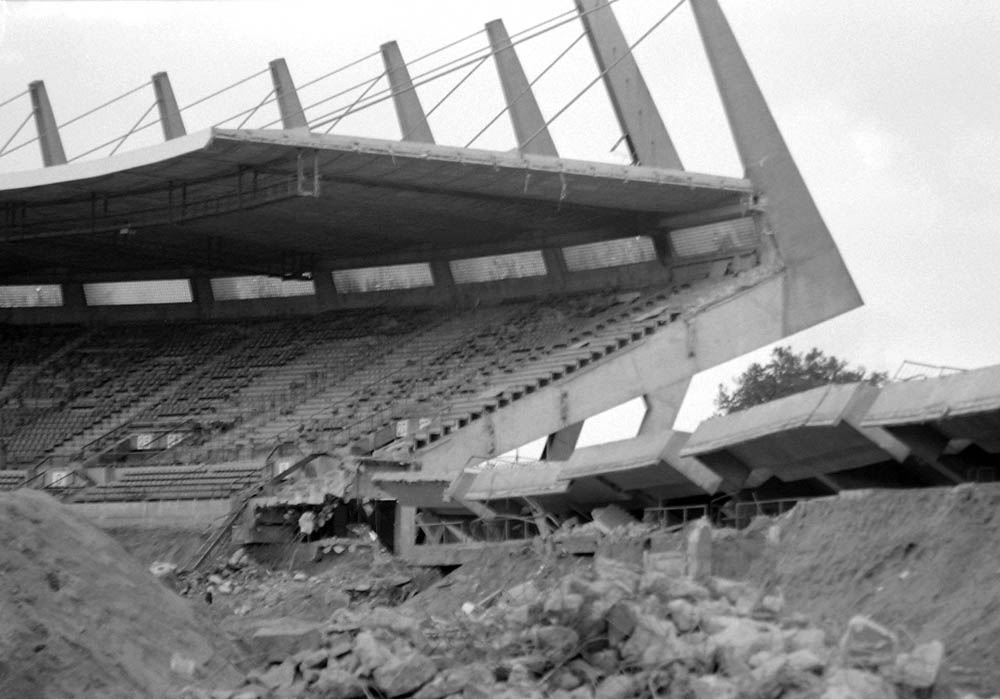
萊茵體育場的拆除

萊茵體育場建於1920年代中期，可容納約42500人。其舉辦的首場比賽為1926年4月26日德國與荷蘭的友誼賽，德國以四比二的比數獲勝，估計的入場人數達60000人。
1968年一項翻修計畫正式啟動，使容納的觀眾數增加至68000人。翻修後的首場比賽為1972年11月15日西德與瑞士的友誼賽，西德以五比一的比數獲勝。翻修後的萊因體育場亦順利獲選為1974年世界盃的比賽場地之一，一共舉辦了五場比賽。
1972年，福爾圖娜杜塞道夫由原先的Flinger Broich體育場，移至較大的萊因體育場，然而萊因體育場的容量過大，不符合需求，因此後來考慮移回原先較小的球場。
萊茵體育場於1988年獲選為歐洲國家盃的主辦場地之一，一共舉辦了兩場小組賽。
2000年代初期，杜塞道夫原先打算翻修萊茵體育場以爭取舉辦2006年世界盃，然而最後決議為建議一座新球場。
2002年3月，福爾圖娜杜塞道夫移回原先的球場，數個月後的6月22日，歐洲美式足球聯盟柏林雷霆與萊茵火焰的冠軍賽為此場地舉辦的最後一場比賽，不久後即進行拆除，2002年11月7日拆除完畢。
2004年，水星娛樂競技場正式啟用，取代了萊茵體育場在杜塞道夫的地位。